# جداول لندن الكنسية

جداول لندن الكنسية (المكتبة البريطانية، إضافة. MS 5111) عبارة عن جزء من كتاب الإنجيل البيزنطي المذهب و المكتوب على الرق من القرن السادس أو السابع للميلاد. ربما تمت كتابتها في القسطنطينية . يتكون الجزء من ورقتين من طاولتين مائويتين من الكنسيين - من بناء غير عادي - يقعان تحت رواق زخرفي ورسالة يوسابيوس قيصرية التي تسبق عادة طاولات الكنسي. يرتبط الجزء مع كتاب إنجيل من القرن الثاني عشر (المكتبة البريطانية، إضافة. MS 5111 و 5112) الذي يعتقد أنه ينتمي إلى أحد الأديرة في جبل آثوس .

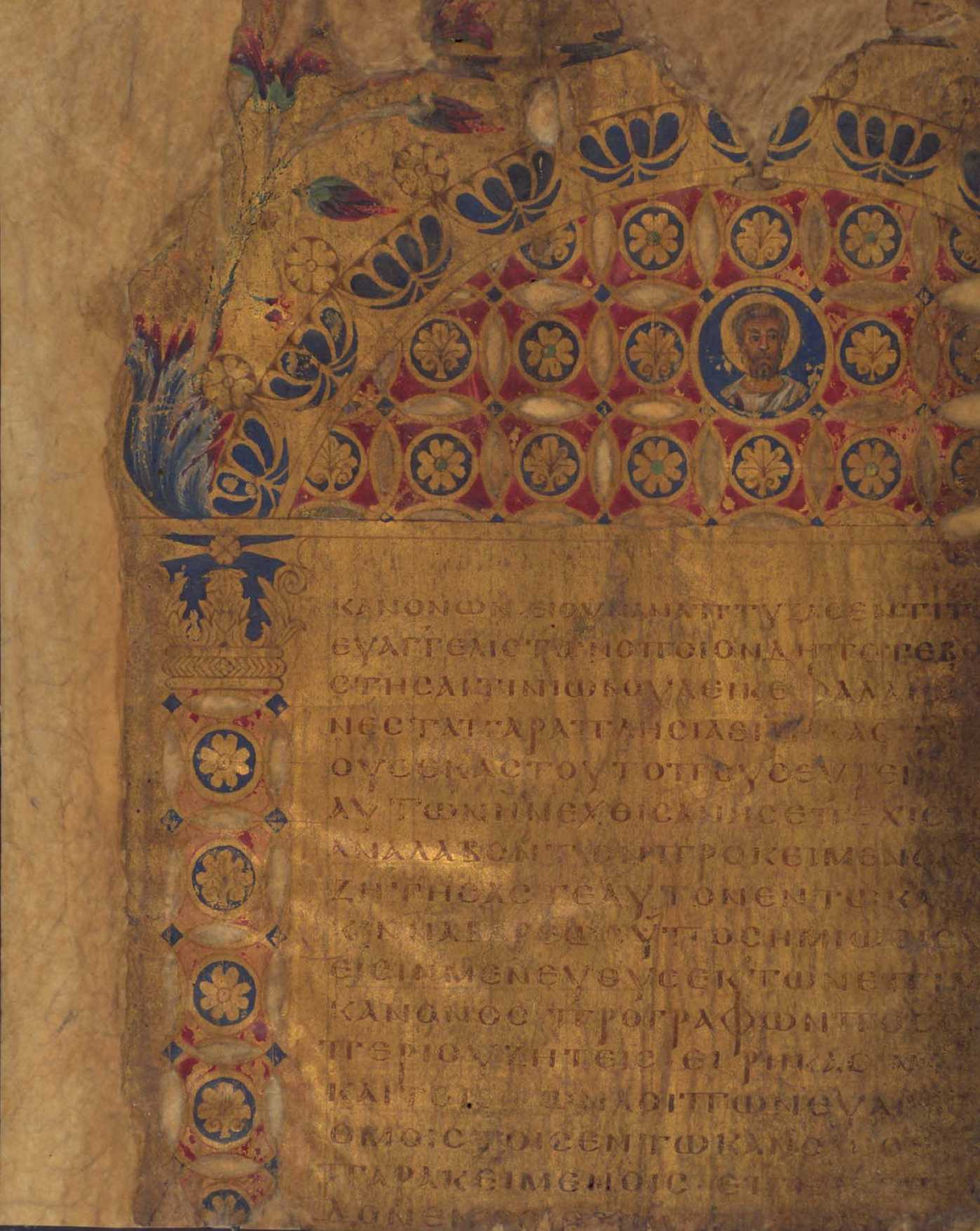
جزء من Epistula ad Carpianum في طاولات كانون في لندن

## روابط خارجية
- Die spätantike Kanontafeln p. 127-146 (Nordenfalk، C.) Leuven قاعدة بيانات الكتب القديمة دخول الكتالوج.
- المكتبة البريطانية: دخول الكتالوج.
- المكتبة البريطانية : مجموعة طاولات الكنسي الذهبي